# Petr II. Portugalský
Petr II. Portugalský (portugalsky Pedro II de Portugal), zvaný o Pacífico (Mírumilovný) (26. dubna 1648, Lisabon – 9. prosince 1706, Alcântara), byl v letech 1675–1706 portugalský regent a král.
Petr byl nejmladším z osmi dětí krále Jana IV. Portugalského a jeho manželky Luisy de Guzmán (z matčiny strany byl pravnukem Rodriga de Borja – papeže Alexandra VI. V roce 1668, záhy poté, co Španělsko uznalo nezávislost Portugalska, byl jmenován regentem svého staršího bratra Alfonsa, který vykazoval známky demence. Petr poslal svého bratra do vyhnanství a po jeho smrti nastoupil na trůn (1683). V této době objevení dolů na stříbro v Brazílii přineslo Petrovi do pokladny takové příjmy, že mohl rozpustit cortesy (1697) a vládnout bez daní.
Zpočátku Petr podporoval Francii ve válce o španělské dědictví (1702–1715), ale 16. května 1703 Portugalsko podepsalo smlouvu s Anglií. Tato smlouva garantovala portugalská obchodní práva k vínu a britské zájmy k obchodu s textilem. V prosinci 1703 aliance tvořená Portugalskem, Velkou Británií a Rakouskem uskutečnila invazi do Španělska. Alianční jednotky obsadily Madrid, odkud však záhy byly vypuzeny.
Petr nejenže získal trůn svého bratra, ale oženil se i s jeho rozvedenou manželkou, královnou Marií Františkou Isabelou Savojskou (1646–1683), která po roce manželství dosáhla rozvodu s Alfonsem pro jeho impotenci.
Manželé měli jednu dceru:
- Isabela Luisa z Braganzy (6. ledna 1669 – 2. října 1690), známá jako „věčná nevěsta (a Sempre-Noiva)“, neboť plány na její sňatek nikdy nedospěly ke zdárnému konci;

Královna zemřela, když bylo Isabele 14 let; protože dcerka byla slabá a neduživá, rozhodl se král pro nový sňatek. Vyvolenou se stala Marie Žofie von Pfalz-Neuburg (1666–1699), dcera falckého kurfiřta Filipa Viléma von Pfalz-Neuburg (mezi jejím sestrami byly i Eleonora Magdalena Falcko-Neuburská, manželka císaře Leopolda I., a Marie Anna Falcko-Neuburská, druhá manželka španělského krále Karla II. Z druhého manželství Petra II. s Marií Žofií vzešlo osm dětí, dvě z nich však zemřely záhy po narození:
- Jan (30. srpna 1688 – 17. září 1688)
- Jan (22. října 1689 – 31. července 1750), jako Jan V. král portugalský od roku 1706 až do své smrti, ⚭ 1708 Marie Anna Josefa Habsburská (7. září 1683 – 14. srpna 1754)
- František (25. května 1691 – 21. července 1742), vévoda z Beja, zemřel svobodný, ale měl nemanželské potomky
- Francisca Xaviera (*/† 1694)
- Antonio (15. března 1695 – 20. října 1747), svobodný a bezdětný
- Tereza Marie (24. února 1696 – 16. února 1704)
- Manuel (3. srpna 1697 – 3. srpna 1766), svobodný a bezdětný
- Františka Josefa (30. ledna 1699 – 15. července 1736), svobodná a bezdětná

Petr měl rovněž tři nemanželské potomky:
S Marií da Cruz Mascarenhas:
- Luisa de Braganza (9. ledna 1679 – 23. prosince 1732), manžel Jaime Luis de Melo, 2. vévoda de Cadaval.

S Francouzkou Annou Armandou du Verger:
- Miguel de Braganza (15. října 1699 – 13. ledna 1724), utonul v řece Tajo

S Carlou Franciscou da Silva:
- José de Braganza (6. května 1703 – 3. června 1756), arcibiskup de Braga, doktor teologie